# Хайнрих Йозеф фон Ауершперг
Хайнрих Йозеф Йохан фон Ауершперг (на немски: Heinrich Josef Johann 4.Fürst von Auersperg) е от 1713 г. 4. княз на Ауершперг и 4. херцог на Мюнстерберг и Франкенщайн и др., носител на Орден на Златното руно от 1739 г.

## Биография
Роден е на 24 юни 1697 година във Виена, Хабсбургска империя. Той е единствен син на 3. княз Франц Карл фон Ауершперг (1660 – 1713) и съпругата му графиня Мария Тереза фон Рапах (1660 – 1741), дъщеря на граф Карл Фердинанд фон Рапах (1620 – 1664) и графиня Мария Терезия фон Брандис († 1687).
Хайнрих Йозеф фон Ауершперг служи при Карл VI до 1738 г. като обер-дворцов маршал, след това до 1765 г. като обер-щалмайстер и обер-кемерер в двора на Мария Терезия и става близък приятел с император Франц Стефан. Той също е фелдмаршал, също оберст-дворцов майстер (Ajo) на император Йозеф II. На 28 ноември 1739 г. той е приет в Ордена на Златното руно.
Умира на 9 февруари 1783 година във Виена на 85-годишна възраст.

## Фамилия
Първи брак: на 21 май 1719 г. във Виена за принцеса Мария Доминка фон Лихтенщайн (* 5 август 1698; † 3 юни 1724), дъщеря на княз Йохан Адам I Андреас фон Лихтенщайн (1656 – 1712) и графиня Ердмунда Мария фон Дитрихщайн-Николсбург (1662 – 1737). Те имат три деца:
- Карл Йозеф Антон фон Ауершперг (* 17 февруари 1720, Виена; † 2 октомври 1800, Лозенщайн). 5. княз на Ауершперг, женен на 31 май 1744 г. във Виена за графиня Мария Йозефа Траутзон фон Фалкенщайн (* 25 август 1724, Виена; † 10 май 1792, Прага, Бохемия), наследничка на нейната фамилия
- Йохан Адам Йозеф (* 27 август 1721; † 11 ноември 1795), княз на Ауершперг, женен I. на 17 януари 1746 г. за графиня Катарина фон Шьонфелд (* 12 ноември 1728; † 4 юни 1753), II. на 10 април 1755 г. за графиня Мария Вилхелмина Йозефа фон Найперг (* 30 април 1738; † 21 октомври 1775, Виена); през 1777 г. той строи палат Ауершперг във Виена
- Мария Терезия (* 16 август 1722; † 13 септември 1732), графиня на Ауершперг

Втори брак: на 7 май 1726 г. за графиня Мария Франциска Траутзон фон Фалкенщайн (* 11 август 1708, Виена; † 2/12 април 1761, Виена), дъщеря на 1. княз Йохан Леополд Донат фон Траутзон фон Фалкенщайн (1659 – 1724) и графиня Мария Терезия Унгнадин фон Вайсенволф (1678 – 1741). Те имат девет деца:
- Мария Анна (* 13 август 1730; † 17 март 1731), графиня на Ауершперг
- Йозеф Франц Антон фон Ауершперг (* 31 януари 1734; † 21 август 1795), принц на Ауершперг, кардинал, княжески епископ на Пасау (1784 – 1795)
- Мария Терезия (* 22 март 1735; † 16 ноември 1800), принцеса на Ауершперг, омъжена на 25 април 1758 г. за граф Йохан Йозеф Кински з Вчийник а Тетова (* 1 май 1734; † 16 май 1790)
- Мария Антония (* 30 септември 1739; † 30 юни 1816), принцеса на Ауершперг, омъжена на 12 януари 1755 г. за граф Гундакар Томас фон Вурмбранд-Щупах (* 30 декември 1735, Виена; † 10 май 1791, Грац)
- Франц (* 5 септември 1741; † 22 октомври 1795), принц на Ауершперг, женен на 19 август 1776 г. за фрайин Винценция фон Рехбах (* 16 март 1760; † 29 октомври 1800)
- Мария Анна (* 26 април 1743; † 8 май 1816), принцеса на Ауершперг, омъжена на	23 ноември 1760 г. за граф Йозеф фон Врбна († 1819)
- Йохан Баптист (* 28 февруари 1745; † 3 март 1816), граф на Ауершперг, неженен
- Алойз (* 1747; † 1817), принц на Ауершперг, неженен
- Франц Ксавер (* 19 януари 1749; † 8 януари 1808), граф на Ауершперг, женен на 12 април 1803 г. за графиня Мария Елизабет фон Каунитц (* 27 януари 1777; † 17 януари 1838)